# Josef Ezr
Josef Ezr (Praga, 3 ottobre 1923 – 2 novembre 2013) è stato un cestista e allenatore di pallacanestro cecoslovacco.
Era il marito di Hana Kopáčková.

## Carriera
Venne convocato per il torneo olimpico di Londra del 1948, durante il quale disputò sette partite.
Quattro anni dopo fece ancora parte della nazionale al torneo olimpico di Helsinki, disputando solo un incontro e segnando 3 punti.

## Palmarès

### Giocatore
- Campionato cecoslovacco: 1

Spartak Praga Sokolovo: 1959-60

### Allenatore
- Campionato cecoslovacco: 1

Spartak Praga Sokolovo: 1959-60